# M830
M830 — американский 120-мм противотанковый многоцелевой боеприпас НАТО. Боеприпас предназначен для 120-мм основной пушки M256 танков M1A1 и M1A2 Abrams,  обладает противотанковыми и противопехотными качествами. Получил высокую оценку за свою эффективность во время войны в Персидском заливе в 1991 году.
Снаряд M830 HEAT-MP-T калибра 120 мм представляет собой точную копию немецкого снаряда DM12A1, за исключением того, что при производстве в нём использованы взрыватель и взрывчатое вещество американской разработки. Танковые боеприпасы M380 находятся на вооружении США с начала 1980-х годов, но в настоящий момент более не производятся, в связи с заменой на модифицированный выстрел M830A1.

### M830A1
M830A1 HEAT-MP-T, преемник M830, обеспечивает большую эффективность за счет более высокой начальной скорости и многоцелевого взрывателя. Он способен поражать вертолеты благодаря своему двухцелевому взрывателю, который может работать в ударном или бесконтактном режимах. M830A1 — это боеприпас с оперенной стабилизацией и отделяющимся поддоном. Алюминиевый поддон позволил уменьшить вес снаряда и, следовательно, обеспечить более высокую начальную скорость. 
M830A1 был принят на вооружение в 1994 году. Снаряд XM1147 Advanced Multi-Purpose (AMP), призванный заменить M830A1, разрабатывается с 2012 года.